# Starachowice
Starachowice (AFI: [staraxɔˈvʲit͡sɛ]) es una ciudad de Polonia situada en el voivodato de Świętokrzyskie. Tiene una población estimada, a mediados de 2023, de 44 699 habitantes.
La ciudad está ubicada en la unión de tres unidades geográficas: las colinas de Koneckie, las estribaciones de Iłżeckie y la meseta de Opatowska. El río Kamienna es una frontera natural para ellas. Esta acumulación de unidades geográficas provoca una gran diversidad diversidad de paisajes y origina una gran variedad de formaciones geológicas. En la propia ciudad y sus alrededores son visibles en la superficie rocas de todos los periodos geológicos de la historia de la Tierra.
Ocupa una superficie de 31,82 km².

## Historia
Starachowice es una ciudad que tiene casi 400 años. Desde su fundación, durante varios siglos se llamó Wierzbnik, pero después de la absorción del asentamiento fabril de Starachowice en el siglo XX, adoptó su nombre.
Wierzbnik fue fundada en 1624 por un abad del monasterio benedictino de la Santa Cruz. Sin embargo, la ciudad se desarrolló muy lentamente, en parte debido al largo conflicto vecinal entre los propietarios de Wierzbnik, los benedictinos, y los de la cercana Starachowice, los cistercienses. Recién en 1688 el obispo de Cracovia fundó aquí una parroquia. Durante los siglos siguientes la ciudad tuvo un carácter agrícola, artesanal y comercial. En 1827 contaba solo con 61 casas y 450 habitantes, mientras que en 1857 contaba con 50 casas y 450 habitantes.
Mientras tanto, la vecina Starachowice se desarrollaba con más dinamismo. La primera mención del cercano asentamiento industrial de Starachowice aparece en documentos cistercienses y data del año 1547. En ellos se menciona la existencia de Minera Starzechowska, una mina de hierro arrendada por la familia Starzechowski.
En el siglo XX Starachowice se convirtió en un centro de industria militar por su ubicación y riqueza en hierro. En esta época se fabricaron cañones de artillería. Durante la ocupación en la Segunda Guerra Mundial una parte de la ciudad llamada Wierzbnik (donde en mayoría habitaban judíos)  se convirtió en un gueto. Después de su liquidación los judíos fueron transportados a los campos de concentración de Auschwitz-Birkenau y Treblinka.
En 1948, se construyó en Starachowice la fábrica de camiones “STAR”. La fábrica llegó a tener un máximo de 20 000 empleados. En los años 80 construyó el papamóvil para la visita de Juan Pablo II. La crisis en el mercado de Europa Central y Este en los años 80-90 provocó despidos masivos en la fábrica, que a continuación fue vendida al consorcio MAN.
Desde 2014 Starachowice está gobernado por el alcalde más joven de Polonia, Marek Materek (25 años en el momento de las elecciones).